# Celeste Sánchez Romero
Celeste Sánchez Romero (Victoria de Durango, Durango, 8 de febrero de 1990 - Ibídem, 21 de febrero de 2022) fue una odontóloga, académica, investigadora y política mexicana. Como miembro del Partido del Trabajo, fue diputada federal desde 2021 hasta su fallecimiento en 2022.

## Biografía
Fue cirujana dentista egresada de la Universidad Juárez del Estado de Durango y contaba con una maestría y un doctorado en estomatopatologia por la Facultada de Odontología de Piracicaba de la Universidad Estatal de Campinas en Brasil.
Se desempeñó como docente adjunta en la Facultad de Odontología de la Universidad de la República y realizó una estancia clínica y académica en el Centro Clínico de Cabeza y Cuello de la Ciudad de Guatemala, Guatemala.
En 2021 fue postulada y elegida diputada federal por la vía de la representación proporcional por el Partido del Trabajo, integrándose en la LXV Legislatura. En la Cámara de Diputados fue secretaria de la comisión de Ciencia, Tecnología e Innovación, así como integrante de las comisiones de Juventud y de Salud.
El 21 de febrero de 2022 se comunicó que había sido localizada sin vida en un domicilio localizado en el Centro histórico de Durango, sin que en un primer momento fuera dado a conocer el motivo de su fallecimiento. Al día siguiente, 22 de febrero, la Fiscalía de Durango dio a conocer que la diputada habría fallecido a consecuencia de una broncoaspiración causada por un medicamento y que habría dejado una nota póstuma, por lo que se fortalecía la tesis del suicidio.